# Skrupulatyzm
Skrupulatyzm (skrupulanctwo) – objaw nerwicy natręctw, jedna z możliwych form myśli obsesyjnych,  w których głównym tematem staje się grzech. Osoba nim dotknięta nie ma pewności, czy poprawnie odbyła spowiedź, czy nie zataiła grzechu. W najmniejszym uchybieniu osoba ze skrupulatyzmem widzi grzech. Często towarzyszą temu myśli dotyczące kary za grzechy. W ciężkich przypadkach osoba dotknięta tym zaburzeniem rozwiązanie każdego problemu uważa za grzech. Zaburzeniu temu mogą towarzyszyć także inne obsesje. Ze względu na tematykę lęk może być szczególnie silny. 
W teologii chrześcijańskiej występuje określenie sumienia skrupulanckiego, które jest zaliczane do deformacji sumienia i oznacza dostrzeganie grzechu tam, gdzie on w rzeczywistości nie występuje. Osoby przejawiające skrupulantyzm uważają także grzechy lekkie za ciężkie. 
Termin pochodzi od łacińskiego Scripulum (ostry kamień), co ma oznaczać przeszywający ból na sumieniu.
Kościół katolicki ze zrozumieniem podchodzi do osób cierpiących na skrupulanctwo i dla tych ciężej dotkniętych skrupułami wypracował tzw. przywileje skrupulantów, które spowiednicy dostosowują do potrzeb określonych penitentów. Przywileje te wyartykułowano w książce „Skrupulantom na ratunek”.